# Campeonato Mundial de Halterofilismo de 2023 - Até 71 kg feminino
A categoria até 71 kg feminino foi um evento do Campeonato Mundial de Halterofilismo de 2023, disputado em Riade, na Arábia Saudita, nos dias 11 a 13 de setembro de 2023.

## Calendário
Horário local (UTC+3)
| Dia            | Horário | Fase    |
| -------------- | ------- | ------- |
| 11 de setembro | 09:00   | Grupo E |
| 11 de setembro | 21:30   | Grupo D |
| 12 de setembro | 18:30   | Grupo C |
| 13 de setembro | 11:30   | Grupo B |
| 13 de setembro | 19:00   | Grupo A |

## Medalhistas
| Evento    | Ouro               | Ouro   | Prata                | Prata  | Bronze               | Bronze |
| --------- | ------------------ | ------ | -------------------- | ------ | -------------------- | ------ |
| Arranque  | Liao Guifang (CHN) | 120 kg | Angie Palacios (ECU) | 117 kg | Olivia Reeves (USA)  | 111 kg |
| Arremesso | Liao Guifang (CHN) | 153 kg | Olivia Reeves (USA)  | 142 kg | Angie Palacios (ECU) | 138 kg |
| Total     | Liao Guifang (CHN) | 273 kg | Angie Palacios (ECU) | 255 kg | Olivia Reeves (USA)  | 253 kg |

## Recordes
Antes desta competição, o recorde mundial da prova era o seguinte:
| Recorde         | Tipo      | Atleta               | Peso   | Local    | Data                  |
| Recorde Mundial | Arranque  | Angie Palacios (ECU) | 121 kg | Asgabade | 14 de junho de 2023   |
| Recorde Mundial | Arremesso | Zhang Wangli (CHN)   | 152 kg | Asgabade | 6 de novembro de 2018 |
| Recorde Mundial | Total     | Liao Guifang (CHN)   | 268 kg | Jinju    | 9 de maio de 2023     |

## Resultado
Os resultados foram os seguintes.
| Pos.              | Atleta                           | Grupo | Arranque (kg) | Arranque (kg) | Arranque (kg) | Arranque (kg)     | Arremesso (kg) | Arremesso (kg) | Arremesso (kg) | Arremesso (kg)    | Total      |
| Pos.              | Atleta                           | Grupo | 1             | 2             | 3             | Resultado         | 1              | 2              | 3              | Resultado         | Total      |
| ----------------- | -------------------------------- | ----- | ------------- | ------------- | ------------- | ----------------- | -------------- | -------------- | -------------- | ----------------- | ---------- |
| Medalha de ouro   | Liao Guifang (CHN)               | A     | 115           | 115           | 120           | Medalha de ouro   | 143            | 149            | 153            | Medalha de ouro   | 273        |
| Medalha de prata  | Angie Palacios (ECU)             | A     | 113           | 113           | 117           | Medalha de prata  | 131            | 135            | 138            | Medalha de bronze | 255        |
| Medalha de bronze | Olivia Reeves (USA)              | A     | 105           | 108           | 111           | Medalha de bronze | 133            | 138            | 142 JWR        | Medalha de prata  | 253 JWR    |
| 4                 | Neama Said (EGY)                 | A     | 106           | 109           | 110           | 4                 | 130            | 135            | 136            | 5                 | 246        |
| 5                 | Katherine Vibert (USA)           | A     | 107           | 107           | 111           | 8                 | 133            | 133            | 137            | 4                 | 244        |
| 6                 | Siuzanna Valodzka (ANA)          | A     | 104           | 104           | 107           | 9                 | 132            | 135            | 138            | 6                 | 242        |
| 7                 | Mari Sánchez (COL)               | A     | 105           | 108           | 111           | 5                 | 128            | 132            | 135            | 7                 | 240        |
| 8                 | Amanda Schott (BRA)              | A     | 103           | 106           | 108           | 6                 | 125            | 130            | 132            | 11                | 238        |
| 9                 | Miyareth Mendoza (COL)           | A     | 103           | 106           | 108           | 10                | 124            | 129            | 131            | 9                 | 237        |
| 10                | Chen Wen-huei (TPE)              | C     | 99            | 104           | 107           | 11                | 131            | 136            | 136            | 8                 | 235        |
| 11                | Phạm Thị Hồng Thanh (VIE)        | B     | 100           | 104           | 107           | 12                | 125            | 125            | 130            | 10                | 234        |
| 12                | Yeniuska Mirabal (CUB)           | C     | 95            | 100           | 102           | 15                | 122            | 127            | 130            | 16                | 229        |
| 13                | Giulia Miserendino (ITA)         | A     | 107           | 110           | 112           | 7                 | 122            | 128            | 129            | 23                | 229        |
| 14                | Joy Ogbonne Eze (NGR)            | D     | 100           | 100           | 105           | 17                | 122            | 127            | 132            | 15                | 227        |
| 15                | Runa Segawa (JPN)                | C     | 94            | 94            | 98            | 23                | 123            | 129            | 131            | 12                | 227        |
| 16                | Jessica Jarquín (MEX)            | C     | 95            | 98            | 101           | 22                | 122            | 127            | 130            | 17                | 225        |
| 17                | Eygló Fanndal Sturludóttir (ISL) | B     | 95            | 99            | 102           | 16                | 116            | 120            | 123            | 21                | 225        |
| 18                | Alexis Ashworth (CAN)            | B     | 100           | 103           | 103           | 18                | 125            | 128            | 128            | 19                | 225        |
| 19                | Kristel Macrohon (PHI)           | B     | 97            | 100           | 101           | 28                | 123            | 128            | 128            | 14                | 225        |
| 20                | Miku Ishii (JPN)                 | C     | 98            | 102           | 104           | 14                | 121            | 126            | 126            | 24                | 223        |
| 21                | Mun Min-hee (KOR)                | B     | 95            | 100           | 103           | 19                | 123            | 123            | 128            | 20                | 223        |
| 22                | Diana García (MEX)               | C     | 93            | 93            | 96            | 36                | 123            | 128            | 128            | 13                | 221        |
| 23                | Celia Gold (ISR)                 | C     | 93            | 97            | 100           | 27                | 122            | 127            | 128            | 22                | 219        |
| 24                | Anna Ylisoini (FIN)              | B     | 98            | 101           | 101           | 25                | 114            | 117            | 120            | 28                | 218        |
| 25                | Erin Barton (GBR)                | D     | 89            | 92            | 92            | 37                | 118            | 122            | 125            | 18                | 217        |
| 26                | Zeng Tiantian (CHN)              | B     | 95            | 95            | 95            | 33                | 120            | 120            | 123            | 27                | 215        |
| 27                | Martyna Dołęga (POL)             | D     | 95            | 98            | 98            | 30                | 110            | 118            | 122            | 29                | 213        |
| 28                | Ketty Lent (MRI)                 | E     | 87            | 92            | 96            | 29                | 108            | 114            | 121            | 34                | 210        |
| 29                | Nicole Rubanovich (ISR)          | C     | 95            | 98            | 98            | 31                | 115            | 119            | 120            | 32                | 210        |
| 30                | Daniela Gherman (SWE)            | C     | 95            | 95            | 99            | 32                | 115            | 115            | 115            | 33                | 210        |
| 31                | Lijana Jakaitė (LTU)             | D     | 94            | 97            | 97            | 34                | 114            | 117            | 117            | 35                | 208        |
| 32                | Aino Luostarinen (FIN)           | D     | 87            | 90            | 92            | 38                | 112            | 115            | 115            | 31                | 205        |
| 33                | Chaima Rahmouni (TUN)            | D     | 88            | 90            | 92            | 39                | 110            | 113            | 115            | 37                | 203        |
| 34                | Mahassen Fattouh (LBN)           | E     | 85            | 85            | 90            | 44                | 105            | 110            | 115            | 30                | 200        |
| 35                | Yekaterina Stolyarenko (KAZ)     | E     | 83            | 86            | 88            | 43                | 107            | 111            | 113            | 36                | 199        |
| 36                | Kidaisha López (PUR)             | E     | 87            | 87            | 87            | 42                | 105            | 108            | 110            | 38                | 197        |
| 37                | Rkia Sabihi (MAR)                | E     | 84            | 88            | 88            | 40                | 105            | 110            | 112            | 41                | 193        |
| 38                | Nadezhda Li (KAZ)                | E     | 83            | 87            | 87            | 41                | 105            | 105            | 105            | 42                | 192        |
| 39                | Gombosürengiin Enerel (MGL)      | E     | 83            | 83            | 86            | 45                | 108            | 111            | 112            | 39                | 191        |
| 40                | Gillian Barry (IRL)              | E     | 80            | 80            | 83            | 46                | 102            | 105            | 107            | 40                | 187        |
| 41                | Rachael Enock (KEN)              | E     | 70            | 74            | 77            | 47                | 80             | 85             | 88             | 44                | 162        |
| 42                | Mai Al-Madani (UAE)              | E     | 70            | 71            | 73            | 48                | 85             | 88             | 88             | 43                | 158        |
| —                 | Vanessa Sarno (PHI)              | B     | 100           | 100           | 104           | 20                | —              | —              | —              | —                 | —          |
| —                 | Lisa Schweizer (GER)             | B     | 103           | 103           | 105           | 13                | 121            | 121            | 122            | —                 | —          |
| —                 | Nuray Güngör (TUR)               | B     | 100           | 100           | 101           | —                 | 118            | 121            | 124            | 25                | —          |
| —                 | SSarah Davies (GBR)              | B     | 98            | 101           | 101           | 24                | 124            | 125            | 125            | —                 | —          |
| —                 | Laura Peinado (VEN)              | C     | 95            | 99            | 99            | 21                | 115            | 115            | 115            | —                 | —          |
| —                 | Restu Anggi (INA)                | D     | 90            | 90            | 90            | —                 | 115            | 115            | 120            | 26                | —          |
| —                 | Jacqueline Nichele (AUS)         | D     | 91            | 94            | 97            | 26                | 121            | 121            | 121            | —                 | —          |
| —                 | Sarah Cochrane (AUS)             | D     | 94            | 98            | 99            | 35                | 118            | 118            | —              | —                 | —          |
| —                 | Monika Marach (POL)              | E     | —             | —             | —             | —                 | —              | —              | —              | —                 | —          |
| —                 | Loredana Toma (ROU)              | E     | —             | —             | —             | —                 | —              | —              | —              | —                 | —          |
| —                 | Maximina Uepa (NRU)              | E     | —             | —             | —             | —                 | —              | —              | —              | —                 | —          |
| —                 | Line Ravn Gude (DEN)             | D     | Não largou    | Não largou    | Não largou    | Não largou        | Não largou     | Não largou     | Não largou     | Não largou        | Não largou |
| —                 | Megan Trupp (CAN)                | D     | Não largou    | Não largou    | Não largou    | Não largou        | Não largou     | Não largou     | Não largou     | Não largou        | Não largou |
| —                 | Ilia Hernández (ESP)             | E     | Não largou    | Não largou    | Não largou    | Não largou        | Não largou     | Não largou     | Não largou     | Não largou        | Não largou |